# リン酸緩衝生理食塩水
リン酸緩衝生理食塩水（りんさんかんしょうせいりしょくえんすい、英: Phosphate-buffered saline, 略称: PBS）は、細胞生物学、生化学等の細胞を扱う実験でよく利用される緩衝液である。この緩衝液は生体内で普遍的に見出されるイオンで構成される為に無毒であり、等張になるように調製されて細胞洗浄溶液として用いられる。加えて、付着したり凝集した細胞を遊離させる為にも使われる。

## 組成
PBSの組成は、様々なものが存在する。下記の例では、カリウムを含まないものや、カルシウムやマグネシウムを含むものもある。
| 成分    | 濃度 (mmol/L) | 濃度 (g/L) |
| ------- | ------------- | ---------- |
| NaCl    | 137           | 8.00       |
| KCl     | 2.7           | 0.20       |
| Na2HPO4 | 10            | 1.44       |
| KH2PO4  | 1.76          | 0.24       |
| pH (-)  | 7.4           | 7.4        |